# Parafia św. Antoniego Padewskiego w Udryczach
Parafia św. Antoniego Padewskiego w Udryczach – parafia rzymskokatolicka z siedzibą w Udryczach, w dekanacie Sitaniec, w diecezji zamojsko-lubaczowskiej. 
Parafia została erygowana w dniu 26 maja 1977 dekretem biskupa lubelskiego Bolesława Pylaka.
Do parafii należą wierni z następujących miejscowości: Udrycze-Kolonia, Udrycze-Koniec, Udrycze-Wola i Zrąb Kolonia.
Liczba wiernych: 1160.